# دیکسن (کنتاکی)
دیکسن (به انگلیسی: Dixon) شهری در ایالت کنتاکی کشور ایالات متحده آمریکا است که جمعیت آن در سرشماری سال ۲۰۱۰ میلادی، ۷۸۶ نفر بوده‌است.